# شوتا اینوه
شوتا اینوه (انگلیسی: Shota Inoue؛ زادهٔ ۲۴ آوریل ۱۹۸۹) بازیکن فوتبال اهل ژاپن است.